# حنا عتيق
حنا يوسف عتيق (من مواليد 7 فبراير 1959) سياسي لبناني، ومن قدامى المحاربين في الحرب الأهلية اللبنانية.

## النشأة
ولد حنا يوسف عتيق في 7 فبراير 1959 في الحد - عكار، قرية في شمال لبنان، لعائلة مارونية غير سياسية كانت تعمل بالزراعة لعدة أجيال. كان واحدًا من ثمانية أبناء.
اندلعت الحرب الأهلية اللبنانية عندما كان عتيق مراهقًا. تجربته الأولى مع الحرب حدثت عام 1976 عندما كان عمره حوالي 16 عامًا. وبعد مواجهات عنيفة مع القوات المدعومة من الفلسطينيين، انسحب الجيش اللبناني من بيت ملات. لجأ جنديان إلى مدينة الحد في عكار، وأمرته جدته وعمه بقيادة الجنود إلى أعلى النهر من الحد إلى القبيات، على بعد حوالي 16 كيلومترًا.

## نازح بسبب الحرب
نفذت مجموعات مسلحة من منظمة التحرير الفلسطينية (منظمة التحرير الفلسطينية) المزيد من الهجمات على القرى اللبنانية، بالتعاون مع الفصائل اللبنانية المحلية المتحالفة معها. بعد المجازر التي شهدتها القرى المسيحية المجاورة مثل بيت ملات، الرحبة، تل عباس ودير جنين، اضطر حنا عتيق وعائلته إلى النزوح نحو كسروان. مفلسين ومن دون أي علاقات، استأجروا شقة صغيرة في زوق مكيل. لكسب لقمة العيش، بدأ عتيق العمل في مصنع للرخام، ومن خلال التفاعلات مع زملائه في العمل، تعرف على حزب الكتائب. وفي الأيام الأولى من مشاركته، انضم إلى الدورات التدريبية المسائية للحزب وواصل عمله اليومي لإعالة أسرته.
في عام 1977، عندما كان عمر حنا عتيق 17 عامًا، انضم إلى قوة SKS التابعة لحزب الكتائب. نال في بداية حياته المهنية لقب "حنون". وبعد سنوات قليلة، انضم إلى القوات اللبنانية عام 1982 عند بدايتها تحت قيادة بشير الجميل.

## المهنة العسكرية
من عام 1980 إلى عام 1981، كان عتيق مسؤولاً عن وحدات الدفاع التابعة لأدونيس. وفي عام 1982، قام بتأسيس وتدريب وحدة صدام النخبة في القوات اللبنانية. والذي حقق العديد من الانتصارات خلال الحرب. كان عتيق أول زعيم يسمح للنساء بالانضمام إلى القوات العسكرية،[بحاجة لمصدر] وعقد جلسة تدريب سديم مخصصة للإناث. في الوقت الذي شهدت فيه القوات اللبنانية عدة عمليات استيلاء على القيادة بعد اغتيال المؤسس بشير الجميل، واصل حنا عتيق الخدمة في صفوف القوات اللبنانية، وقاد قيادته إلى عدد من الانتصارات في المعارك، بما في ذلك معركة بللا، ومعركة الـ 100 يوم في الأشرفية، ومعركة قانت، عيون السيمان، المساتل، سنين، الغرفة الفرنسية (غرفة فرنسية)، زحلة، المطلة، وعين الحر. كما خطط وقاد العديد من العمليات الخاصة، بما في ذلك عملية أمر بها فؤاد أبو نادر لإنقاذ سمير جعجع من دير القمر عندما كان محاصراً من قبل الحزب التقدمي الاشتراكي.
في عام 1985، خلال إحدى الانتفاضات داخل القوات اللبنانية ضد قادتها، المعروفة باسم 15 كنون (يناير)، فقد حنا عتيق شقيقه، رزق الله يوسف عتيق، عن عمر يناهز 23 عامًا. وتم اعتقاله لمدة 10 أيام في ظل القيادة الجديدة للقوات اللبنانية. ومع ذلك، وافق على مواصلة الخدمة في صفوف القوات اللبنانية، بشرط إطلاق سراح جميع أعضاء القوات اللبنانية المعتقلين الآخرين دون أن يصابوا بأذى، وألا يطيع أبداً أمراً بحمل سلاح ضد أي من رفاقه.
شغل عتيق مناصب مختلفة خلال سنوات خدمته في القوات اللبنانية، بما في ذلك قائد منطقة مقر القوات اللبنانية، ورئيس فرقة العمل الأولى والثانية، وقائد كتيبة الدفاع الأولى. وفي نهاية المطاف، أصبح نائب رئيس الأركان، وفي عام 1991 شغل أحد المقاعد الـ 12 في مجلس قيادة القوات المسلحة اللبنانية وعُين رئيسًا لمنظمة شباب القوات المسلحة.

## المنفى
في عام 1994، تم التوقيع على اتفاق الطائف، وحل حزب القوات اللبنانية، واعتقل حنا عتيق مع العديد من زملائه، واحتجزته الحكومة السورية لمدة ثلاثة أشهر تقريبًا، تعرض خلالها للتهديد وسوء المعاملة الجسدية. في أبريل 2022 أُطلق سراحه في النهاية لعدم وجود أدلة ضده، [بحاجة لمصدر] وفي عام 1995 نفى إلى الولايات المتحدة، حيث عاش في سان فرانسيسكو، كاليفورنيا، مع عائلته لمدة الـ 13 سنة التالية. خلال منفاه، ظل عتيق نشطا سياسيا وشكل المجلس السياسي للقوات اللبنانية، وانتخب أمينا عاما له. ووجه المجلس جهوده نحو انسحاب الحكومة السورية من لبنان، وتحرير سمير جعجعي وغيره من السجناء السياسيين، عند انسحاب القوات السورية.
حصل على العديد من الأوسمة تقديراً لخدمته، بما في ذلك سيف فخري قدمه له الرئيس بشير الجميل عام 1977 عندما عينه الجميل ضابطاً، وميدالية زحلة البطولية عام 1981، وأعلى وسام شرفي من سانت إليج.

## الحياة الشخصية
يعيش حنا عتيق اليوم في كسروان مع زوجته وأبنائه الأربعة.